# Cesare Vico Lodovici
Cesare Vico Lodovici (Carrara, 18 dicembre 1885 – Roma, 24 marzo 1968) è stato un commediografo, scrittore e traduttore italiano.

## Biografia
Dopo la laurea in giurisprudenza e la pratica di avvocato, si dedicò alle lettere ed al teatro, dapprima fondando la rivista Cenobium nel 1911 a Lugano, e successivamente, nel quadriennio 1912-1915, portando sulle scene i testi teatrali: L'eroica, La Patria e L'idiota per il pubblico di Milano e Pavia.
Volontario durante la Prima guerra mondiale, dedicò il periodo della prigionia alla stesura della sua prima opera di successo, La donna di nessuno, successivamente rappresentata nel 1919 al Teatro dei Filodrammatici di Milano. Gli anni venti sono per l'autore una fase di consolidamento degli stili e della sua ricerca artistica: nel 1926 fonda la rivista Il quindicinale, che metterà in luce fra l'altro gli Ossi di seppia dell'allora emergente Eugenio Montale e di Roberto Bazlen con i quali stringerà amicizia, insieme con alcuni importanti esponenti della cultura letteraria e teatrale del tempo, quali Massimo Bontempelli, Silvio D'Amico, Ugo Ojetti e frequenterà inoltre Luigi Pirandello e l'attrice Marta Abba in occasione della rappresentazione nel 1929 della commedia Il grillo del focolare. Incentrati sulla figura femminile, i suoi personaggi sono pervasi di sottile ironia sul modello della drammaturgia russa: chiaro esempio è la commedia più celebre del periodo, La buona novella (1923), di chiara ispirazione čechoviana.
Negli anni trenta, la scrittura di Lodovici si va maturando in quelli che erano gli stilemi già mostrati nei lavori precedenti, e raggiunge quindi un ottimo successo di critica e pubblico attraverso alcune delle sue creazioni più rappresentative: La Ruota (1933) e di Isa, dove vai? (1937). Affronta il genere storico con Vespro siciliano (1940) e ripercorre le linee della lauda sacra con l'azione drammatica Caterina da Siena (1950).
Nel campo del melodramma Lodovici scrisse alcuni libretti, fra i quali La donna serpente (1932) per Alfredo Casella, ma è soprattutto come traduttore che diede uno dei contributi più significativi della sua arte. Celebre è l'edizione completa di tutto il teatro di William Shakespeare edito da Einaudi e completata nel 1964. Nel campo della traduzione Lodovici ha proposto classici antichi e moderni, da Plauto, Aristofane, Tirso de Molina, Pedro Calderón de la Barca, fino ad Assassino nella cattedrale di Thomas Stearns Eliot. L'ultimo lavoro che realizzò, l'anno prima della morte avvenuta all'età di 82 anni, fu l'adattamento per la televisione del dramma Don Giovanni di Molière, diretto nel 1967 da Vittorio Cottafavi, con Giorgio Albertazzi che interpretava il protagonista.
Collaborò inoltre alla sceneggiatura di una ventina di film del periodo tra il 1936 e il 1954, avendo fra i suoi primi collaboratori un giovane Roberto Rossellini; fu anche critico teatrale del quotidiano La giustizia e critico cinematografico del settimanale Film, fondato da Mino Doletti nel 1938.

## Filmografia

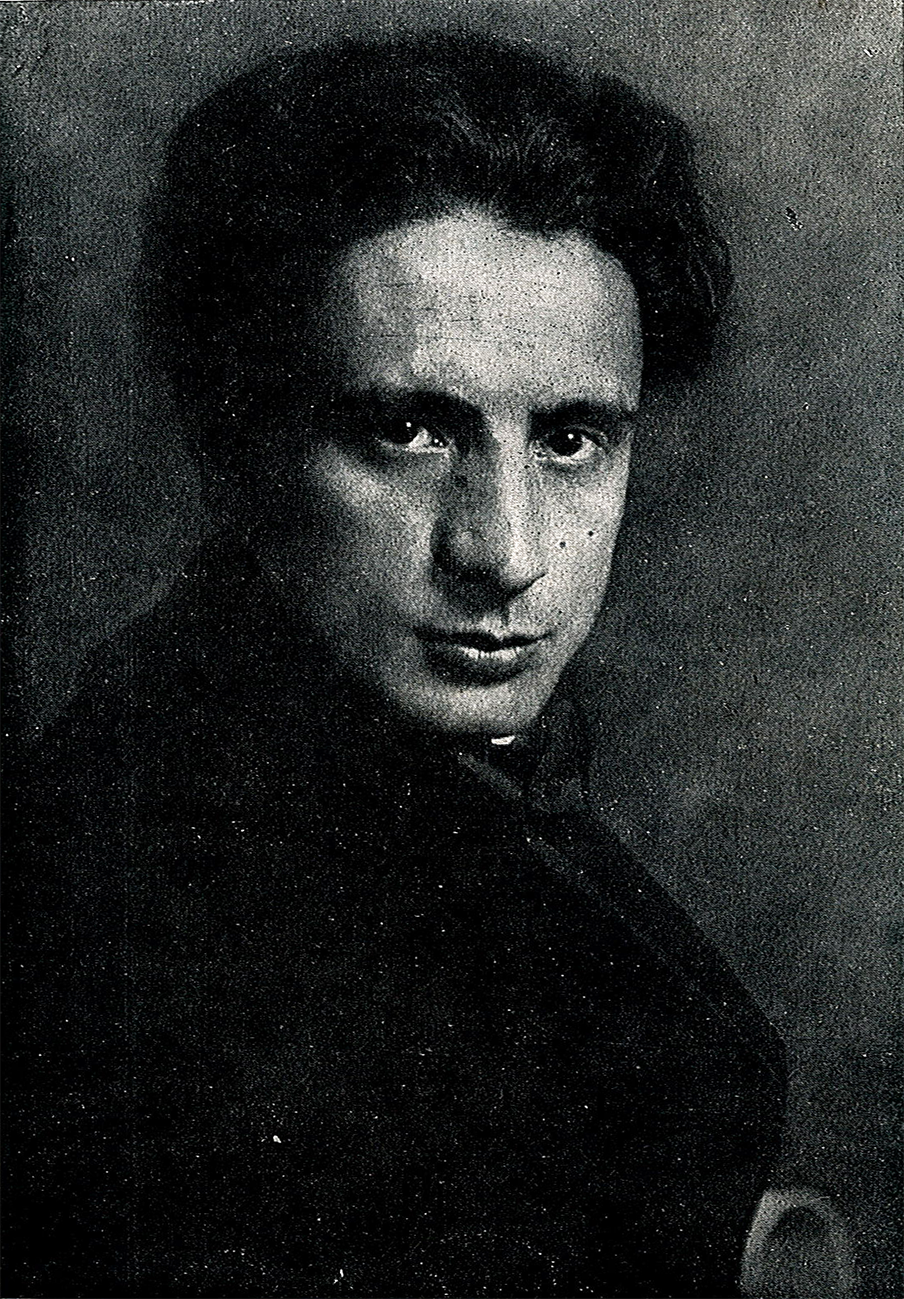
Fotografia di Cesare Vico Lodovici pubblicata nel 1920 sulla rivista “Comoedia”, nel numero contenente la sua opera più celebre: "La donna di nessuno".

### Soggettista e sceneggiatore
- L'aria del continente di Gennaro Righelli (1936) sceneggiatura
- La fossa degli angeli di Carlo Ludovico Bragaglia (1937) soggetto
- I tre desideri di Kurt Gerron (1937) sceneggiatura
- Tutta la vita in una notte di Corrado D'Errico (1938) soggetto, tratto dal suo lavoro La ruota
- Ettore Fieramosca di Alessandro Blasetti (1938) sceneggiatura
- Abuna Messias di Goffredo Alessandrini (1939) sceneggiatura
- Marco Visconti di Mario Bonnard (1941) sceneggiatura
- Il mercante di schiave di Duilio Coletti (1942) sceneggiatura
- I trecento della Settima di Mario Baffico (1943) soggetto e sceneggiatura
- Canal Grande di Andrea Di Robilant (1943) sceneggiatura
- Il paese senza pace di Leo Menardi e Carlo Lodovici (1943) sceneggiatura
- Ultimo amore di Luigi Chiarini (1947) sceneggiatura e attore
- Margherita da Cortona di Mario Bonnard (1950) sceneggiatura
- Amanti senza peccato di Mario Baffico (1950) sceneggiatura, distribuito nel 1957
- Messalina di Carmine Gallone (1951)
- Il mercante di Venezia (Le marchand de Venise) di Pierre Billon (1953) dialoghi della versione italiana
- Frine, cortigiana d'Oriente di Mario Bonnard (1953) soggetto
- La cortigiana di Babilonia di Carlo Ludovico Bragaglia (1954) adattamento

## Traduzioni
- Shakespeare, La dodicesima notte o Quel che volete, commedia in cinque atti tradotta da C.V. Lodovici, Roma, Edizioni Roma, 1939.
  - William Shakespeare, La dodicesima notte, traduzione di Cesare Vico Lodovici, Torino, Giulio Einaudi, 1954.